# Magdaléna Lapárová
Magdaléna Lapárová, rozená Gömöryová (12. června 1917 Rybník - ???), byla slovenská a československá pedagožka, politička Komunistické strany Slovenska, poúnorová poslankyně Národního shromáždění ČSSR a poslankyně Sněmovny lidu a Sněmovny národů Federálního shromáždění za normalizace.

## Biografie
Vystudovala gymnázium v Rimavské Sobotě (maturita 1935). Působila pak jako učitelka na národních a měšťanských školách, například v obcích Rimavská Seč, Tisovec nebo Ratkovské Bystré. Za druhé světové války byla aktivní v odboji. Pomáhala českým odbojářům k emigraci přes Maďarsko. V letech 1956-1978 byla ředitelkou základní školy v Ivance pri Dunaji. Zasedala v Ústředním výboru Slovenského svazu žen. Od roku 1978 byla v penzi. K roku 1968 se profesně uvádí jako ředitelka ZDŠ z obvodu Bernolákovo.
Ve volbách roku 1960 byla zvolena za KSS do Národního shromáždění ČSSR za Západoslovenský kraj. Mandát obhájila ve volbách v roce 1964. V Národním shromáždění zasedala až do konce volebního období parlamentu v roce 1968.
Po federalizaci Československa usedla roku 1969 do Sněmovny lidu Federálního shromáždění (volební obvod Bernolákovo). Mandát obhájila ve volbách roku 1971, nyní jako poslankyně Sněmovny národů Federálního shromáždění a v parlamentu setrvala do konce volebního období, tedy do voleb roku 1976.